# بهلول (مجله)

روی جلد یکی از شماره‌های بهلول اثر بهمن عبدی

بهلول یک نشریه طنز و اولین نشریه طنزی بود که در کشور ایران پس از انقلاب ۱۳۵۷ منتشر شد. این نشریه در سال ۵۷ آغاز و تا سال ۱۳۶۰ مجموعاً ۹۰ شماره منتشر شد.
نشریه بهلول که رویه خود را فکاهی، سیاسی-انتقادی اعلام کرده‌بود، از نشریات موفق پیش از کودتای ۱۳۳۲ بود. این نشریه در سالهای پس از کودتا دیگر منتشر نشد؛ ولی شماره نخست پس از انقلاب در روز سه شنبه ۲۹ اسفند ۱۳۵۷، در ۲۸ صفحه، به قیمت ۵ تومان و با روی جلد و پشت جلد رنگی تحت عنوان: «دوره جدید، سال بیست و نهم» انتشار یافت.
سید احمد سکاکی صاحب امتیاز و مدیر مسئول، و سید ابراهیم سکاکی و سردبیر آن بود. این مجله از شماره ۲ زیر نظر شورای نویسندگان اداره می‌شد.
بهلول، بعنوان آغازگر حرکت مجدد مطبوعات طنز پس از انقلاب ۱۳۵۷ ایران به‌شمار می‌آید که بخشی از مطالب و تصاویر آن، تداوم بخش حرکات هزل پیش از خود است. عمده‌ترین مطالب بهلول شامل کاریکاتور، عکس، نثرهای کوتاه، صفحه جوک، گزارش طنز از مجلس (تماشاخانه پارلمان)، فرهنگ بهلول، داستان کوتاه (با امضای عوضعلی خان)، جدول و شعر بود.
طنزپردازانی مثل محمد حاجی حسینی، محمد خرمشاهی، قدرت اله عسگری، محمد اوزی، ناصر داروگر کرمانی، ایرج شمس (با امضای ایرج آنتن) با بهلول همکاری مستمر داشتند.
از حاجی حسینی اشعار ضربی در این نشریه چاپ می‌شد که طرفداران خاص خود را داشت. در زمینه کاریکاتور، احمد عبداللهی نیا، جواد علیزاده، بیژن دلزنده، بهمن عبدی و داروین میثاقی با آن نشریه همکاری داشتند.
بهلول، از نظر سیاسی به جناح فکری خاص وابستگی نداشت و سعی می‌کرد در جهت انقلاب حرکت کند و موضعی انتقادی- ارشادی در برخورد با مسایل روز داشته باشد.
ضمن اینکه بخش قابل توجهی از آثار و کاریکاتورهای آن، به خاندان سلطنت و وابستگان بیگانه می‌پرداخت.
با این وجود، بهلول برای تداوم کار، با مشکلاتی مواجه بود. پس از چاپ شماره ۱۷ در یکشنبه ۳۱ تیر ۱۳۵۸ توقیف شد و شماره ۱۸ را پس از یک وقفه پنج هفته ای، در ۴ شهریور همان سال چاپ کرد.
انتشار این نشریه از تابستان ۱۳۶۰ به بعد کاملاً متوقف شد و آخرین شماره آن (شماره ۹۰) در ۲۸ صفحه، در ۳۱ خرداد ۱۳۶۰ به چاپ رسید و بعد از آن توقیف شد.

## پیشینه
بهلول پیش از کودتای ۲۸ مرداد ۱۳۳۲ هم منتشر می‌شد و به همین دلیل وقتی که این مجله در آخرین روز سال ۵۷ منتشر شد، روی جلدش نوشت: دوره جدید، سال ۲۹.
ابوالقاسم صادقی، طنزنویس پیشکسوت ایرانی می‌گوید: فضای یک سالِ نخستین پس از انقلاب از حیث آزادیِ کم‌سابقه مطبوعات، یادآور دوران طلایی آزادی مطبوعات پیش از کودتای سال ۱۳۳۲ بود. اتفاقاً اولین نشریه طنزی هم که بعد از انقلاب منتشر شد، «بهلول» بود که پیش از کودتا هم منتشر می‌شد. «بهلول» را ما در سال ۱۳۵۷ راه‌اندازی کردیم.

## دوره انتشار
این نشریه مجموعاً در ۹۰ شماره منتشر گردید انتشار این نشریه از سال ۱۳۵۷ شروع شد و تا سال ۱۳۶۰ ادامه داشت.

## ویژگیها
حالتی عصبی و پرخاشگرانه که در اوایل انقلاب ایران غلبه فراوانی داشته، عموماً بر فضای اغلب نشریات آن دوران حاکم بوده و این نشریه نیز از این قاعده مستثنی نبوده و محتوای آن تحت تأثیر شرایط سال اول پیروزی انقلاب ایران و مخاصمات آن دوران است.